# Мариенбург (замок, Ганновер)
Замок Мариенбург (нем. Schloss Marienburg) — неоготический замок, расположенный в регионе Ганновер, в земле Нижняя Саксония, в Германии. Построен в 1858—1869 годах архитекторами Конрадом Вильгельмом Гасе и Эдвином Опплером, представителями Ганноверской архитектурной школы по заказу Георга V, последнего короля Ганновера. Монарх возвёл его в качестве подарка супруге, королеве Марии, урождённой принцессе Саксен-Альтенбургской, на её день рождения 14 апреля 1857 года. Замок служил летней резиденцией для королей Ганновера из дома Вельфов. 

## История
После заключения личной унии в 1714 году между курфюршеством Ганновера и королевством Великобритании представители Ганноверской ветви дома Вельфов не имели достойной резиденции на континенте до 1837 года. Строительство Мариенбурга должно было исправить это положение. Когда в 1866 году королевство Ганновера было аннексировано королевством Пруссии, замок стал частным владением ганноверской королевской семьи, утратившей владетельный статус. Они были вынуждены отправиться в изгнание и поселились сначала на вилле Королевы в Гмундене, откуда переехали в замок в Камберленде. В течение почти восьмидесяти лет Мариенбург пустовал. Только в 1945 году его владельцы смогли снова поселиться в нём.
Замок являлся официальной резиденцией наследных принцев Ганновера. Здесь находилось представительство по управлению имуществом королевского дома Ганновера. В 2018 году Эрнст Август, наследный принц Ганновера продал замок.

## Музей
В некоторых частях замка, открытых для общественного доступа расположены музей, ресторан, капелла; эта территория сдаётся владельцами в аренду для проведения свадеб, концертов и банкетов.